# La primavera romana della signora Stone (film 1961)
La primavera romana della signora Stone (The Roman Spring of Mrs. Stone) è un film britannico del 1961 diretto da José Quintero.
Il film è tratto dall'omonimo romanzo di Tennessee Williams del 1950 e ha avuto un remake girato per la TV, La primavera romana della signora Stone del 2003.

## Trama
Karen Stone, attrice di Broadway sul viale del tramonto, parte per l'Italia con l'anziano marito che purtroppo, durante il viaggio in aereo, muore a causa di un infarto.
La donna decide comunque di trasferirsi per un periodo a Roma dove, dopo qualche tempo, una contessa le presenta il giovane Paolo Di Leo, un gigolò che naturalmente comincia a corteggiarla. Karen alla fine cede e inizia un'appassionata relazione col ragazzo che non tarda a trasferirsi nel lussuoso appartamento di lei. Quando però in città giunge un'altra attrice americana, Barbara Bingham, Paolo non esita ad abbandonare Karen per la giovane Barbara.